# Sverige (film)
Sverige är en svensk kortfilm från 1996 i regi av Magnus Carlsson.
Filmen är gjord som leranimation med tecknade inslag och skildrar en rad figurer som uttalar absurda och stundtals morbida synpunkter på tillståndet i landet Sverige. Filmen producerades av Carlsson och premiärvisades den 3 februari 1996 på Göteborgs filmfestival. 1997 fick filmen juryns specialpris vid en festival i Odense och nominerades samma år till en Guldbagge i kategorin Bästa kortfilm.